# Брасм, Анн-Софи
Анн-Софи Брасм (фр. Anne-Sophie Brasme; род. 1984, Мец, Франция) — французская писательница, дебютировавшая в 2001 году.

## Биография
Анн-Софи Брасм родилась в 1984 году. Её отец Пьер Брасм был профессором истории и географии. В 17-летнем возрасте она опубликовала свою первую книгу «Я дышу!», повествующую о девушке, чья болезненная привязанность к подруге привела к убийству. Произведение стало бестселлером во Франции и было переведено на 17 языков; кроме того, оно получило хорошие отзывы критиков, которые даже сравнивали молодую писательницу с Франсуазой Саган. Также Брасм была удостоена премии Университета Артуа за лучший первый роман. В дальнейшем о ней некоторые критики упоминали, как о писателе одной книги, однако на самом деле её карьера не остановилась: в 2005 на свет вышел роман Le Carnaval des monstres, в 2014 — Notre vie antérieure. За Le Carnaval des monstres Брасм получила премию Feuille d’or de la ville города Нанси. В 2014 дебютный роман Брасм был экранизирован режиссёром Мелани Лоран. Картина была показана на нескольких кинофестивалях и отмечена несколькими наградами.
Брасм изучала современную литературу в Университете Парижа IV Сорбонна, где в 2007 получила должность профессора.